# Будровац
Будровац је насељено место у саставу града Ђурђевца у Копривничко-крижевачкој жупанији, Република Хрватска.

## Историја
До територијалне реорганизације у Хрватској налазио се у саставу старе општине Ђурђевац.

## Становништво
На попису становништва 2011. године, Будровац је имао 373 становника.

## Попис1991.
На попису становништва 1991. године, насељено место Будровац је имало 437 становника, следећег националног састава:
| Попис 1991.‍  | Попис 1991.‍  | Попис 1991.‍ | Попис 1991.‍ | Попис 1991.‍ |
| ------------ | ------------ | ----------- | ----------- | ----------- |
|              |              |             |             |             |
| Хрвати       | Хрвати       |             | 436         | 99,77%      |
| неопредељени | неопредељени |             | 1           | 0,22%       |
| укупно: 437  |              |             |             |             |